# Боат, Фредди
Фредди Боат (англ. Freddie Boath; род. 6 мая 1991, Лондон) — английский актер, наиболее всего известный по роли Алекса О’Коннелла в фильме «Мумия возвращается». В настоящее время — специалист по маркетингу и рекламе.

## Биография
Фредди родился в Лондоне. Его отец — банкир, мама же связана с продюсерством. У него есть старший брат Джек и младшая сестра Милли. Боат окончил католическую подготовительную школу имени святого Филиппа. Вместе со своими родственниками Фредди несколько лет посещал театральные курсы. Правда, его первым актерским опытом до появления в Мумия возвращается было участие в мюзикле.
Фредди прошёл кастинг на роль в фильме «Гарри Поттер и философский камень», но сделал выбор в пользу роли Алекса, поскольку был просто влюблён в первый фильм. Он настолько хорошо изучил его, что если у кого-то из съёмочной группы возникал вопрос касаемо первой части, то он обращался к мальчику и получал более чем исчерпывающий ответ. Однако в третьей части был заменен австралийским коллегой Люком Фордом.
Боат так же снялся в мини-сериале «Детишки» (2008 год). Он играл Джека, 14-летнего подростка, у которого проблемы с родителями. Фредди говорил, что его вживание в роль связано с тем, что у него самого родители развелись, когда он был слишком юн.
В 2010 году он сыграл молодого Генриха II в сериале «Столпы земли». У Фредди также была небольшая роль в сериале «Обитель Анубиса».
Окончил Университет Оксфорд Брукс со степенью бакалавра искусств, проходил стажировку в крупном лондонском рекламном агентстве Red Brick Road.

## Фильмография
| Год  |   | Русское название          | Оригинальное название    | Роль            |
| ---- | - | ------------------------- | ------------------------ | --------------- |
| 2001 | ф | Мумия возвращается        | The Mummy Returns        | Алекс О’Коннелл |
| 2008 | ф | Детишки                   | The Children             | Джек            |
| 2009 | с | Чисто английское убийство | The Bill                 | Стево Грейнджер |
| 2010 | с | Врачи                     | Doctors                  | Барни Ховерд    |
| 2010 | с | Столпы Земли              | The Pillars of the Earth | Генрих в 15 лет |
| 2013 | с | Обитель Анубиса           | House of Anubis          | Бенджи Рид      |

## Награды
- Номинация на Young Artist Awards в категории «Лучший молодой актёр»